# Binturong de Palawan
El  binturong de Palawan  és una subespècie de binturong endèmica de les illa de Palawan, a les Filipines.

## Anatomia
El binturong de Palawan pot créixer fins als 1,4 metres. Les orelles llargues i cobertes de pèl blanc i les barbes blanques, que poden tenir la mateixa longitud que el cap, són senyes particulars del binturong. Són generalment dòcils al tracte, però tenen urpes i dents que poden utilitzar per esquinçar fàcilment la carn. Es poden suspendre enrotllant la seva forta cua prènsil al voltant de les branques dels arbres. Les seves pupil·les verticals indiquen que es tracta d'un animal nocturn. Tenen un pelatge aspre i gruixut de color marró o negre.

## Hàbitat
El binturong de Palawan habita l'espessa vegetació dels boscos de les terres baixes de Palawan. Es camufla a la densa vegetació dels boscos per escapar dels depredadors.

## Dieta
El binturong de Palawan és omnívor. S'alimenta tant de fruits i petits animals com de rosegadors i ocells. És considerat com a plaga pels agricultors, atès que fa presa de l'aviram.

## Amenaces
Aquesta espècie és capturada pel comerç com a mascota. Al sud de la seva àrea de distribució també es captura pel consum humà.